# 易錄系統
易錄系統（G-Code）是一種預約錄影制式。易錄系統的開發者是駿昇發展(美國)有限公司（Gemstar Development Corporation），現為美國駿昇電視指南國際公司（Gemstar-TV Guide International, Inc.）子公司駿昇科技有限公司（Gemstar Technology Development Limited）。易錄系統是由該公司出品的機器易錄寶（InstantVideoProgrammer）率先使用。易錄寶必須搭配錄影機使用，無法獨立運作。2008年，Macrovision（Macrovision Solutions Corporation）併購駿昇電視指南國際公司，易錄系統的專利亦歸Macrovision所有。

## 別名
易錄系統在日本、韓國、台灣、中國、香港與澳洲稱為G-Code，在美國與加拿大稱為VCR Plus+，在英國與愛爾蘭稱為VideoPlus+，在歐洲與南非稱為ShowView。

## 功能
凡支援易錄系統的錄影機，在輸入易錄碼之後，就會自動在指定時間啟動，並開始錄影程序；直至節目預定播放完畢的時間，錄影機便會自動關機。易錄碼是一種類似散列函數的函數，把一個電視節目預定的啟始時間、結束時間和所在頻道轉換成一組1至8位的特別數碼。易錄系統對應每個電視頻道的頻道號碼，稱為指引台號。

## 限制
各個電視節目的易錄碼會連同電視節目時間表一同刊載於當地每天的報紙，使用者不能自行生成易錄碼。易錄系統只能簡化預約錄影所需要的程序，並不保證在節目超時播出、節目延後播出等因素干擾下能錄製完整節目。
由於最新的數碼電視採用機頂盒和電視台專屬網絡同步的設計，所以隨模擬電視停止廣播，易錄碼喪失了意義的同時，可以說所有新的電視錄影設備都擁有類似功能。

## 記錄
- 放送日
- 開始時刻：0時00分～23時59分（以5分鐘為單位）
- 錄影時間：5～480分（以5分鐘為單位）
- 視訊頻道：1～99

## 外部連結
- 駿昇電視指南國際公司
- 駿昇日本公司